# Bootsgräber der Vendelzeit

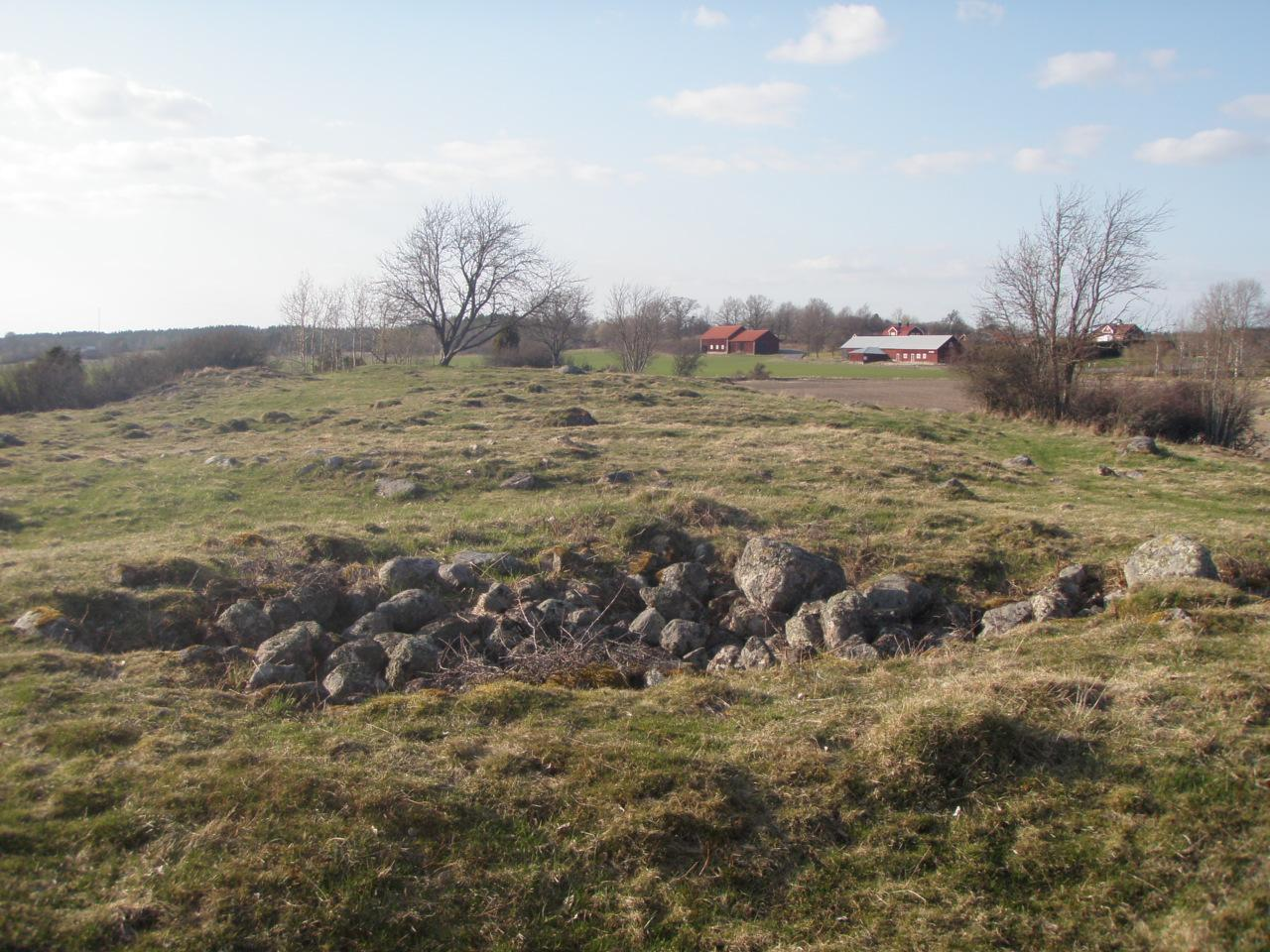
Bootsgrab vom Skamby gravfält

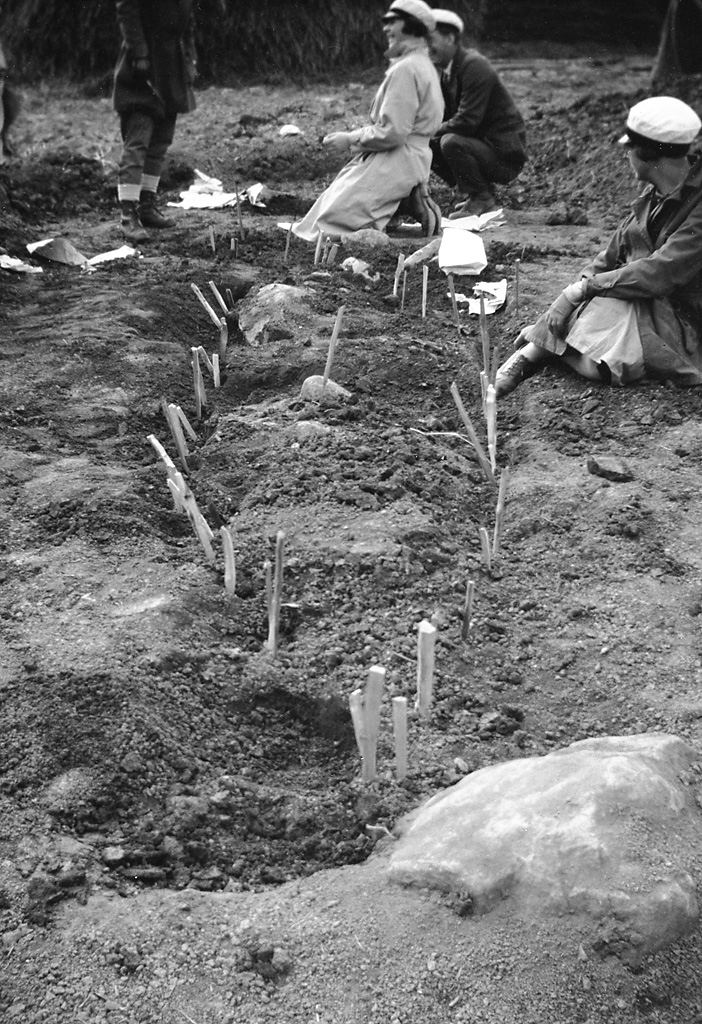
Ausgrabung eines Bootsgrabes in Tuna

Die Bootsgräber der Vendelzeit (550–800 n. Chr.) treten primär auf regelrechten Gräberfeldern in der schwedischen Provinz Uppland auf. Bootsgräberfelder wurden bei Ulltuna/Bondkyrka, bei Uppsala, bei der Kirche von Vendel (15) nördlich des großen Ottarshügels und bei Valsgärde/Gamla Uppsala (15 – nur zwei vendelzeitlich) gefunden. Im Mälargebiet wurden die Bootsgräberfelder Tuna/Badelunda und Norsa/Köping entdeckt, beide in Västmanland nahe der Mündung des Flusses Hedströmmen.
Die von der Forschung als Bootsgräber bezeichneten Anlagen (anders als die Schiffsgräber der Wikingerzeit (800–1050 n. Chr.)) wurden vom Beginn der Vendelzeit bis zum Ende der Wikingerzeit von etwa 600 bis 1050 n. Chr. errichtet. Jedem Jahrhundert sind bis zu drei Bestattungen zuzuordnen. Die reichsten sind vendelzeitlich. Viel bescheidener ist die Ausstattung der wikingerzeitlichen Beisetzungen (Bootkammergrab von Haithabu). Parallel bestand die hergebrachte Brandbestattung.

## Forschungsgeschichte und Funde
Das erste Bootsgrab (schwedisch båtgrav) der Vendelzeit wurde im Jahre 1854 bei Ulltuna (Uppsala) gefunden. Der Geschichtsschreiber Olof Rudbeck der Ältere (1630–1702), er wird Schwedens erster Feldarchäologe genannt, war auf den Platz mit etwa 700 vorgeschichtliche Grabhügel aufmerksam geworden. Er grub im Jahre 1672 einige aus und fand über 1000 eiserne Nieten. Er schloss daraus, dass hier Seeleute mit ihren Booten verbrannt worden waren. In einem schmalen, genieteten Fahrzeug war ein Mann in Kriegerausrüstung beigesetzt worden. Der Befund von 1854 ist kennzeichnend für die Grabsitte. Die wichtigsten Funde waren ein reich verzierter, vergoldeter Schwertgriff, ein pressblechverzierter Schildbuckel aus Eisen und eine zugehörige Schildfessel, Beschlagteile für zwei weitere Schilde, Teile eines Helmes, etwa 20 Pfeilspitzen, ungefähr 40 halbkugelige Spielsteine und Würfel aus Knochen.

## Die Boote
Die im Mälargebiet während der Vendel- und der Wikingerzeit für Bestattungen benutzten Boote, waren nicht für Fahrten auf der offenen See gedacht. Aus uppländischen Grabfeldern ist kein Boot erhalten, jedoch ließ sich durch die Form der Grabschächte in Valsgärde und die Lage und Größe der Niete das Aussehen der Boote in groben Zügen bestimmen. Ein 9 m langes Boot war in der Mitte etwa 2 m breit und innen 0,6 m tief. Alle waren an beiden Enden spitz. Das längste Boot maß etwa 13 m, die übrigen lagen bei 8–10 m. Sie hatten eine schmale Kielplanke und bis zu vier Bordplanken auf jeder Seite, die an den Spanten aus krumm gewachsenem Holz befestigt waren. Die Boote konnten bis zu 12 Ruderer aufnehmen. Aus der Länge der Niete geht hervor, dass die Bordplanken zu den Steven hin dünner wurden, um die Fahrzeuge, die auch über Land gezogen werden mussten, so leicht wie möglich zu machen. Innerhalb einer Planke kann sich die Länge der Niete von 4,5 cm mittschiffs, auf 2,5 cm an den Steven verringern.

Bootsgräber
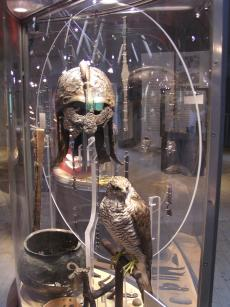
Grabfund von Valsgärde
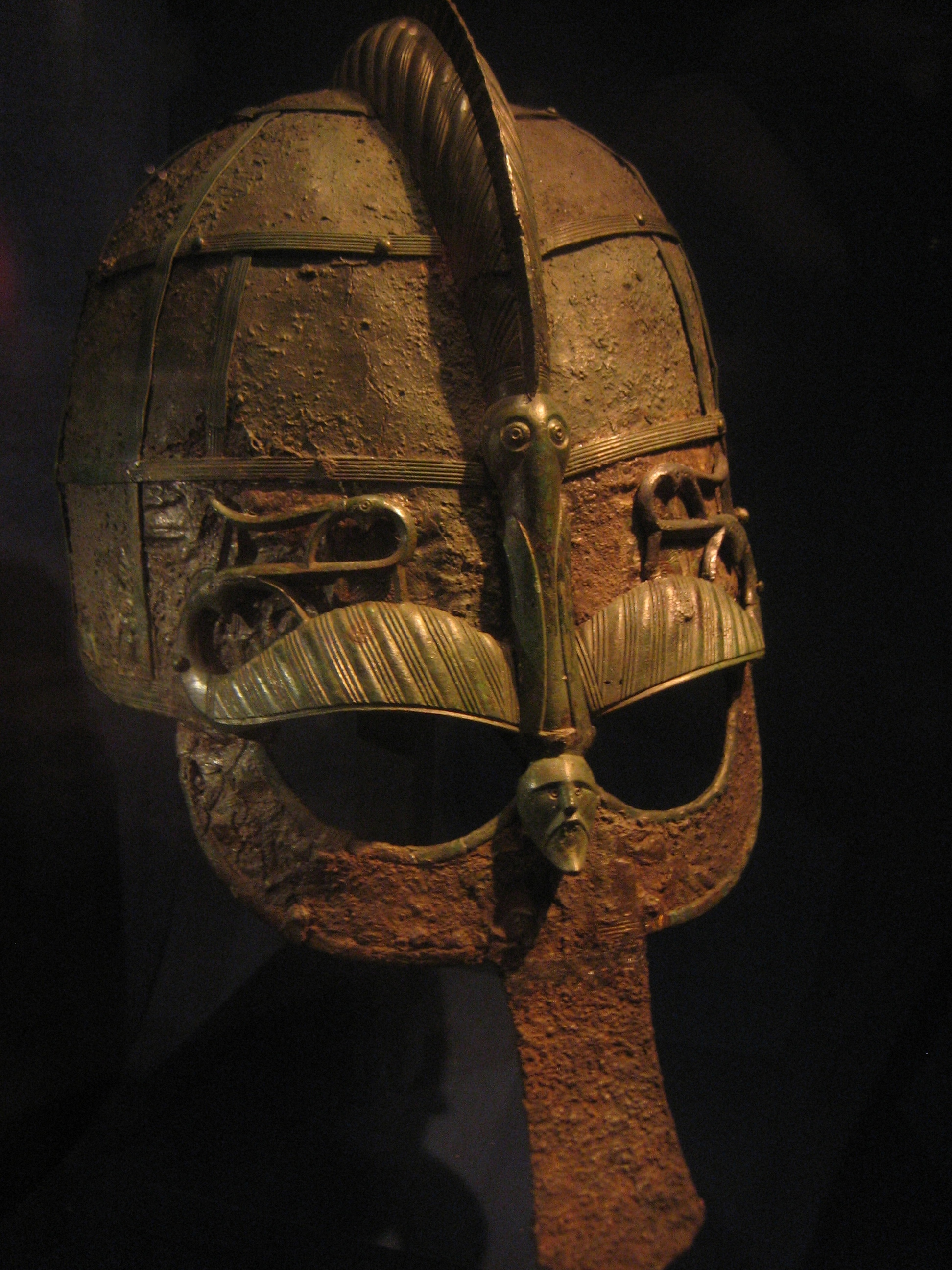
Vendelzeit-Helm aus einem Bootsgrab
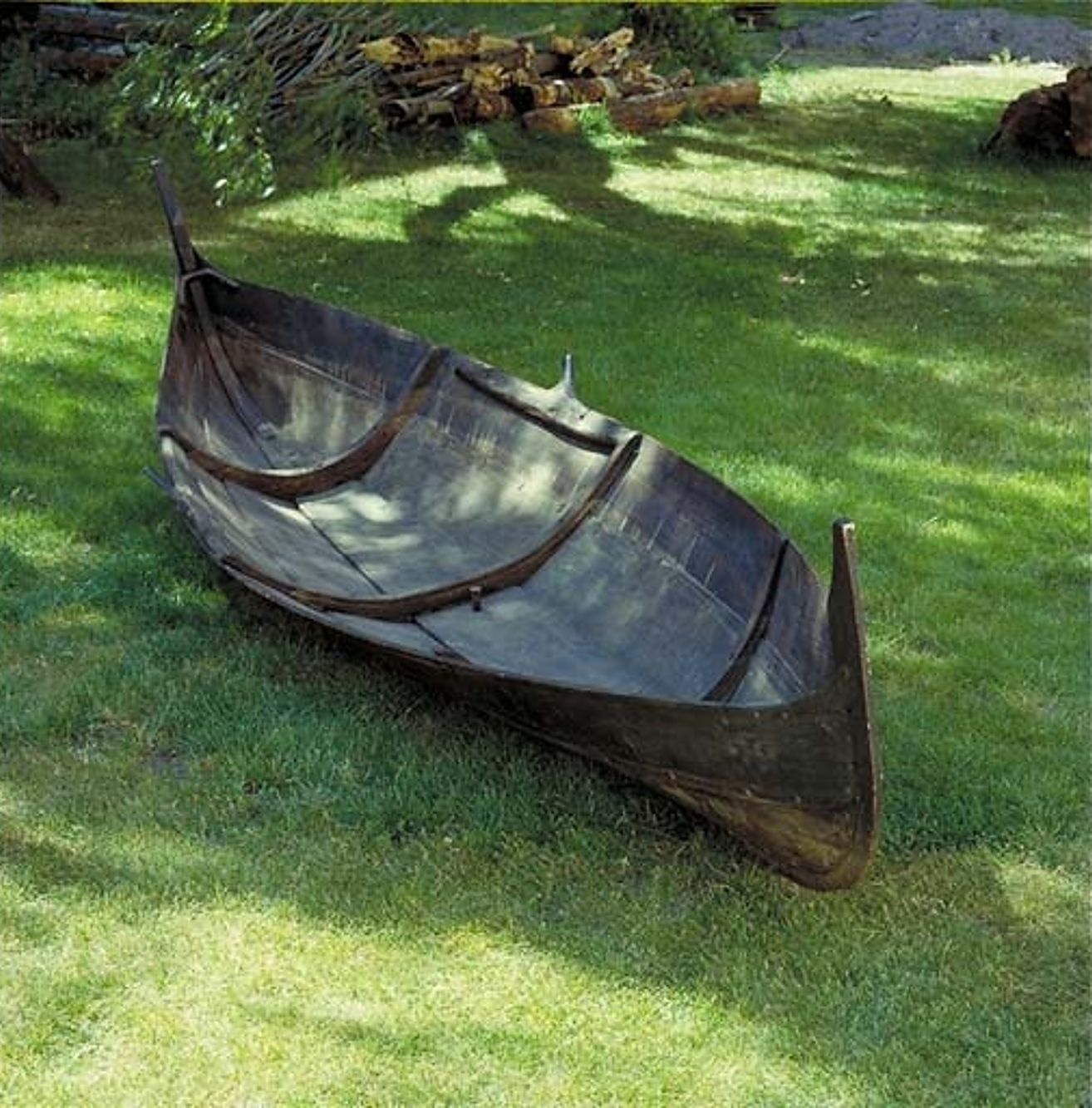
Nachbau des Årbybåten
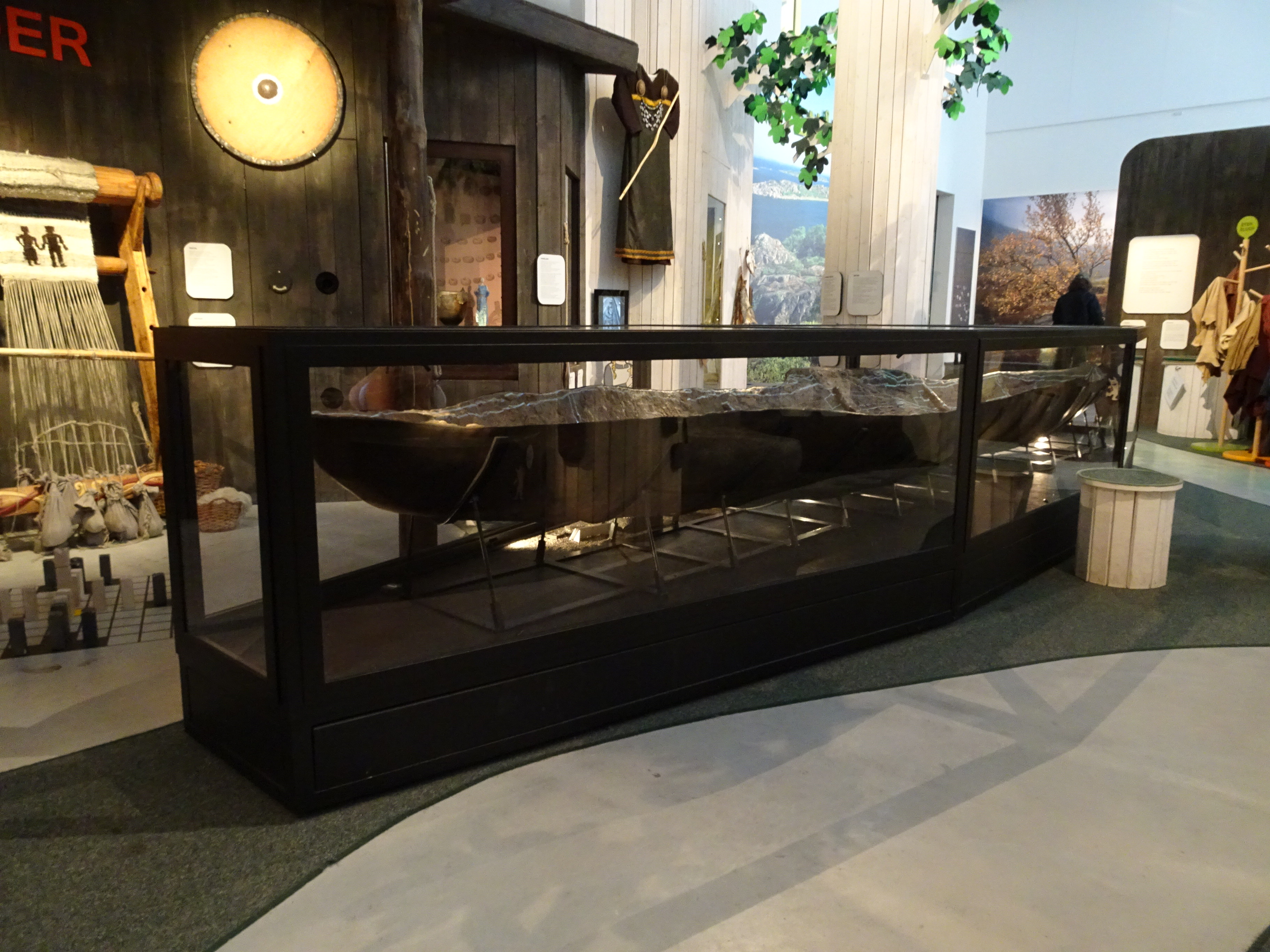
Boot von Tuna
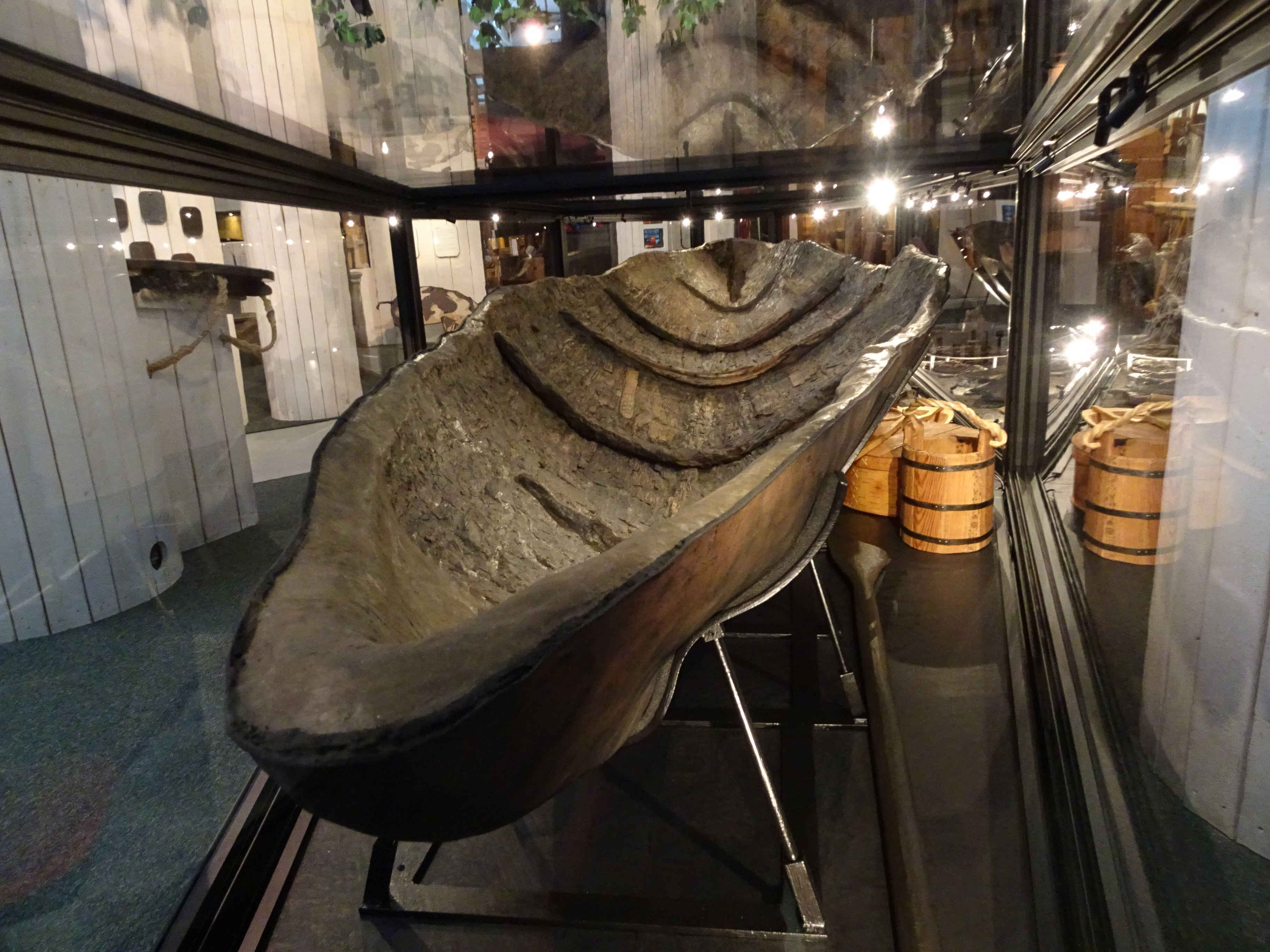
Boot von Tuna

### Vendel
Im Jahre 1881 wurde bei der Kirche von Vendel in Verbindung mit der Ausweitung des Friedhofs ein Bootsgrab entdeckt. Nach diesem Fundplatz erhielt die Periode die Bezeichnung „Vendelzeit“. Das Grab war eines der wenigen, die einer Plünderung entgangen waren. Es war jedoch stark beschädigt. Die übrigen Gräber werden bei der Errichtung der Kirche um 1300 n. Chr. ausgeraubt worden sein. Der Birka-Forscher Hjalmar Stolpe (1841–1905) untersuchte zehn dieser Gräber. 1893 wurden drei weitere ausgegraben, so dass jetzt 14 inhaltlich bekannt sind. Zwölf von ihnen sind Bootsgräber, während zwei Holzkistengräber sind, die aus der Wikingerzeit stammen.
Die Gräber lagen in einer Gruppe auf dem Abhang südöstlich der Kirche. Oberflächig waren sie durch flache, längliche Vertiefungen erkennbar, die durch den Einsturz des Grabraumes entstanden. Kennzeichnend für die Bootsgräber bei Valsgärde und Vendel ist die große Zahl an Haustieren oder -teilen, die den Toten mitgegeben wurden. Sie wurden gewöhnlich im Vorschilf oder unmittelbar außerhalb des Bootes angetroffen. Bei einigen vendelzeitlichen Booten fanden sich – zumeist steuerbordseitig aufgereiht – Reste von bis zu vier Pferden. An der Backbordseite oder innerhalb des Bootes lagen die Skelette oder -reste zerlegter Rinder, Schafe, Schweine und jeweils mindestens zweier Hunde, sowie gelegentlich einige Vögel (Gans, Ente, Kranich, Jagdfalke und Berguhu). Bis auf wenige Ausnahmen wurden den Toten in den wikingerzeitlichen Gräbern nur Hunde und Pferde mitgegeben.
Trotz der Beschädigung der meisten Gräber stellt das Fundmaterial zum Teil einzigartige Belege für die Metallkunst in der Vendelzeit dar. Die Waffenausrüstung des am reichsten ausgestatteten Grabes bestand aus zwei zweischneidigen Schwertern, einem Hiebmesser, Speer- und Pfeilspitzen, einen preßblechverzierten Helm, verzierten Schildbeschlägen, sowie Fundstücken für den praktischen Gebrauch. Vier Glasgefäße, zwei davon Rüsselbecher und zwei Schalen. Zusätzlich barg das Grab ein Messer, eine Axt, eine Eisengabel, eine Feuerzange, eine Schere, einen eisernen Kessel, einen Bratspieß, einen Hammer und einen Schleifstein.
In einem der Gräber fand sich ein mit figurengeschmückten Pressblechen verzierter Prunkhelm. In einem anderen, ansonsten stark zerstörten Grab war ein Gegenstand der Plünderung entgangen, ein im Norden einzigartiges Zaumzeug mit eiserner Trense und vergoldeten Bronzebeschlägen mit roten und gelben Emaileinlagen zu teilweise noch erhaltenen Lederriemen. Die emaillierten Beschläge sind möglicherweise englischer Provenienz.

### Bootsgräber von Valsgärde (Uppland)

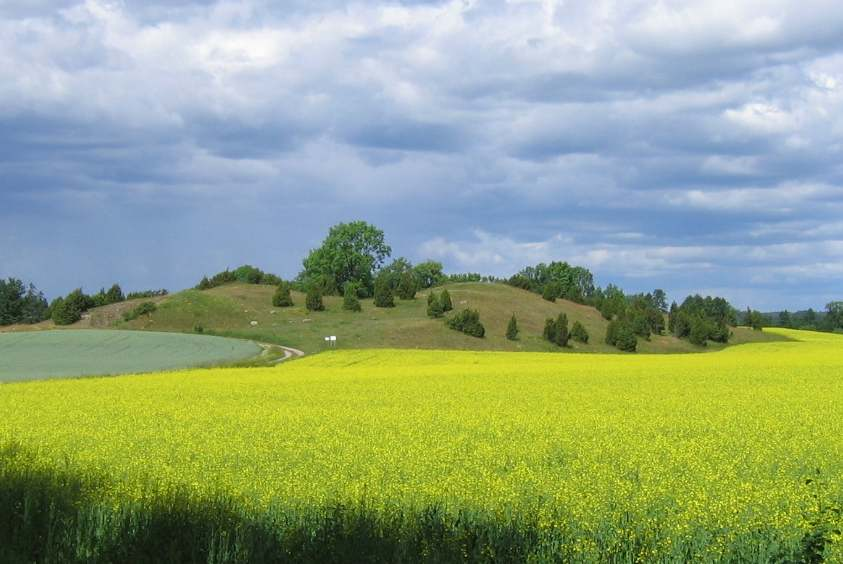
Der Hügel des Bootsgräberfeldes Valsgärde

Östlich des Flusses Fyris erhebt sich beim Hof Valsgärde, bei Gamla Uppsala ein markanter ovaler Moränenhügel von 100 mal 125 m Durchmesser. An seiner dem Fluss zugewandten Westseite wurde eine Reihe paralleler, gestreckter Vertiefungen entdeckt, die als eingesunkene Bootsgräber gedeutet wurden. 1928 wurden zwei Bootsgräber freigelegt. Der Hügel wurde daraufhin im Laufe der Jahre vollständig untersucht. Anfangs war er für Brandgräber und Körperbestattungen in Holzkisten in Anspruch genommen worden, die jedoch bereits in alter Zeit geplündert wurden. Übersehene Utensilien ermöglichten die Datierung in die Völkerwanderungszeit. Gut 100 Jahre später setzte die Bootsgrabzeit ein. Neben diesen konnten etwa 60 größtenteils einfache Brandgräber mit dürftigem Inhalt festgestellt werden, die überwiegend der Vendel- und der Wikingerzeit angehören.
In Valsgärde sind fünf der 15 Bootsgräber vendelzeitlich. Die Boote waren in etwa 1,5 m tiefe Rinnen im Moränenkies gestellt und mit Balkenschichten und Erde bedeckt worden. Der Tote hatte seinen Platz im hinteren Teil des Bootes. Die ältesten Bootsgräber (z. B. Vendel und Valsgärde) enthielten im Bug oder in der Nähe niedergelegte Pferdebestattungen, die mit Hundebestattungen kombiniert waren. Der gleiche Prunk, der die Bootsgräber von Vendel kennzeichnet, bestimmt auch die vendelzeitlichen in Valsgärde. Es finden sich die gleichen Kombinationen reich verzierter Waffen und Pferdegeschirre und die gleiche großzügige Ausstattung.

### Tuna
Die sieben Bootsgräber von Tuna bei Badelunda sind Frauengräber. Eines der Gräber stammt aus der Vendelzeit und beinhaltete etwa eine große, granatverzierte Bügelscheibenspange. Das merkwürdigste der Gräber gehört vermutlich in die Mitte des 9. Jahrhunderts, also bereits in die ältere Wikingerzeit. Das teilweise erhaltene, sechs Meter lange Boot war in feuchten Lehm eingegraben, so dass eine Anzahl von Holzgegenständen bewahrt blieb. Das spitze Boot war aus einer Bodenplanke sowie jeweils zwei Bordplanken zusammengesetzt. Die unteren Bordplanken waren mittels Holznägeln an fünf Spanten befestigt, die oberen waren mit Fasern an den Spanten und den unteren Planken befestigt.
Die Tote ruhte auf einem Lager aus Heu oder Stroh, das auf einer Bahre über den Ruderbänken des Bootes lag. Zu ihrem Schmuck zählten etwa 150 Glas- und Glasflussperlen, 13 Silberanhänger, die arabischen Silbermünzen nachgebildet waren, drei Bronzefibeln und zwei Bronzearmringe. Erhaltene Stoffteile zeigen an, dass ihre Kleidung aus fein gewebter byzantinischer Seide und vermutlich aus friesischem, gemustertem Leinenköper bestand. An Holzgegenständen fanden sich zwei Riemen, die auf der Reling lagen, und Haushaltsgeräte. Ein Holzgefäß, eine Bratenplatte, ein Teigtrog, ein geschnitzter Becher, ein Löffel und eine Schachtel aus Birkenrinde.
Im Gräberfeld von Tuna finden sich auch Körperbestattungen. Der Inhalt eines dieser Gräber ist als Goldschatz von Tuna bekannt und stammt aus dem 4. Jahrhundert.
Die Gräber sind nicht mit den Gräbern von Tuna bei Alsike zu verwechseln, wo ebenfalls einige Bootsgräber neben anderen Bestattungen bekannt sind. Die Bootsgräber dort gehören nicht mehr der Vendelzeit, sondern bereits der Wikingerzeit an.

### Norsa
Zu den Bootsgräberfeldern zählt auch der Friedhof von Norsa in Västmanland. Das einzige untersuchte Grab scheint ihn dem von Tuna gleichzustellen. Es enthielt das Skelett einer jungen Frau und Schmuckgegenstände, die auf die späte Vendelzeit deuten.

### Nabberör
Unter den Bootsgrabfunden war der vom Nabberör am Grankullaviken auf Öland informativ. Das Grab wird Anfang des 8. Jahrhunderts angelegt worden sein. Das Fundinventar war stark gestört bzw. verloren gegangen. Der Hügel war über einem etwa 10 m langen Boot aufgeschüttet worden. Skelettteile von mindestens vier Individuen, vermutlich dreier Männer und einer Frau (germanisches Pantheon) wurden gefunden.

## Südschweden
Die vendelzeitliche Sitte in Uppland und Västmanland, die Toten unverbrannt in Booten beizusetzen, konnte vereinzelt auch in Südschweden nachgewiesen werden, doch fehlt dort der Reichtum der uppländischen Gräber. Zudem wurden die Toten zuweilen zusammen mit ihrem Boot und der anderen Ausrüstung verbrannt. Nicht nur praktische Gründe sprachen dafür, den Toten unverbrannt in einem Boot zu bestatten. Das Boot war ein Teil der Ausrüstung des Toten, ebenso unentbehrlich im Jenseits wie die anderen Besitztümer, die ihm ins Grab folgten.
Oscar Montelius untersuchte im Jahre 1895 nahe dem Fluss Lyckebyå im Kirchspiel Augerum in Blekinge ein Bootsgrab. Das etwa fünf Meter lange Boot war mittels Eisenniete zusammengefügt. Den Funden nach zu urteilen gehörte es zu einer Frau. Der Schmuck bestand aus drei gleicharmigen Fibeln, einer runden Scheibenfibel, vier Trachtennadeln aus Bronze und 58 Perlen aus Glas, Glasfluss und Bronze. Die gleicharmigen Fibeln lassen eine Datierung ins 6. Jahrhundert zu. Damit ist dies das älteste bisher bekannte schwedische Bootsgrab.
Unter einem Grabhügel beim Fluss Albäckså im Kirchspiel Maglarp in Schonen fanden sich etwa 150 Eisenniete in einer ungefähr 4,5 m langen, spitzovalen Anordnung, die sehr wahrscheinlich ein Boot kennzeichnet. Geborgen wurden Skelettteile eines Menschen und eine einfache Eisenschnalle unbestimmter Zeitstellung. Das Grab sollte der jüngeren Eisenzeit angehören.
Ein Grabhügel über einer Brandschicht nahe dem Fluss Kävlingeå im Kirchspiel Lackalänga in Schonen barg etwa 100 Eisenniete. Vermutlich ist es der Rest eines Bootsgrabes, das bei der Entdeckung im Jahre 1853 schwer beschädigt wurde. Die Anlage ist insofern einzigartig, als der Tote verbrannt, jedoch das Boot und die Beigaben unverbrannt niedergelegt waren. Von der sicher sehr umfangreichen Grabausstattung konnten ein Querstück eines Schwertgriffes, Zaumzeugteile, zwei Riemenzungen sowie Bronzebeschläge, zwei Steigbügel, zwei Pferdetrensen und einige 100 Bootsniete gerettet werden. Das Grab stammte aus dem frühen 8. Jahrhundert.
Ein etwa 2 m hoher und im Durchmesser 22 m großer Grabhügel von Gunnerstad/Gamleby, Småland, lag über einer Schicht verbrannter Knochen und den Resten eines etwa 5 m langen Bootes, das wahrscheinlich an diesem Platz verbrannt wurde. Die Knochen wogen insgesamt etwa 100 kg. Die Funde bestehen aus dem Fragment eines Nasenschutzes und Augenbogenschutzes eines Helmes, Klumpen eines zerschmolzenen Rüsselbechers, etwa 30 Spielsteinen, einer Riemenschnalle. Diese Bestattung gehört ebenfalls der Vendelzeit an.

## Andere Bootsgräber
Zeitgleich mit den vendelzeitlichen Anlagen in Schweden ist das „Snape boat grave“ ein Bootsgrab des 6. Jahrhunderts, gefunden bei Snape Common, nahe Aldeburgh in Suffolk, East Anglia (Ostengland).
In Norwegen wurden die 2016 ausgegrabenen Bootsgräber von Bitterstad in Hadsel im Fylke Nordland in dieselbe Zeit eingeordnet.